# إيريكا غافين
إيريكا غافين (بالإنجليزية: Erica Gavin)‏ هي ممثلة أمريكية، ولدت في 22 يوليو 1947 بلوس أنجلوس في الولايات المتحدة.

## وصلات خارجية
- إيريكا غافين على موقع IMDb (الإنجليزية)
- إيريكا غافين على موقع أول موفي (الإنجليزية)
- إيريكا غافين على موقع قاعدة بيانات الأفلام السويدية (السويدية)
- إيريكا غافين على موقع إن إن دي بي (الإنجليزية)
- إيريكا غافين على موقع قاعدة بيانات الفيلم (الإنجليزية)